# Competizioni di rugby a 15
La seguente è una lista delle competizioni per club più importanti di "rugby a 15" (anche detto rugby union) attualmente esistenti.

## Tornei di club

### Internazionali
- Champions Cup - Campionato europeo tra i club delle federazioni del Sei Nazioni e del Sudafrica;
- Challenge Cup - Campionato europeo cadetto tra i club delle federazioni del Sei Nazioni e del Sudafrica più, saltuariamente, della Georgia, della Romania, della Spagna, del Portogallo e della Russia.

### Campionati interconfederali
- Super Rugby - Torneo tra franchigie di Australia, Nuova Zelanda e Fiji;
- United Rugby Championship - Torneo tra franchigie di Galles, Irlanda, Italia, Scozia e Sudafrica;
- Major League Rugby - Torneo tra franchigie di Stati Uniti e Canada;
- Super Rugby Americas - Torneo tra franchigie di Argentina, Uruguay, Cile, Stati Uniti, Brasile e Paraguay;
- Rugby Challenge - Campionato cadetto delle selezioni provinciali sudafricane (più una selezione namibiana ed una zimbabwese);
- Rugby Europe Super Cup - Torneo tra franchigie di Georgia, Spagna, Romania, Portogallo, Paesi Bassi, Belgio, Israele e Repubblica Ceca.

### Campionati africani
- Currie Cup (Premier Division) - Campionato delle selezioni provinciali sudafricane.

### Campionati americani
- Nacional de Clubes - Campionato argentino.

### Campionati asiatici
- Japan Rugby League One - Campionato giapponese.

### Campionati europei
- Premiership Rugby - Campionato inglese;
- Top 14 - Campionato francese;
- AIB League - Campionato irlandese;
- Scottish Premiership - Campionato scozzese;
- Welsh Premier Division - Campionato gallese;
- Serie A Elite - Campionato italiano;
- División de Honor - Campionato spagnolo;
- CEC Bank SuperLiga - Campionato rumeno;
- Didi 10 - Campionato georgiano;
- Divisao de Honra - Campionato portoghese.

### Campionati oceanici
- Australian Rugby Championship – Campionato australiano;
- National Provincial Championship - Campionato delle selezioni provinciali neozelandesi;
- Ranfurly Shield - Coppa tra le selezioni provinciali neozelandesi.